# エリラ・メナ国立初等音楽院
エリラ・メナ国立初等音楽院（Escuela Elemental De Música Elila Mena）は、ドミニカ共和国の首都サント・ドミンゴにある国立の音楽学校である。ドミニカ共和国国立音楽院（Conservatorio Nacional de Música）の初等科に相当し、8年間のカリキュラム終了後、試験に合格したものが国立音楽院に進学する。

## 著名な関係者
- ミシェル・カミロ Michel Camilo（ジャズピアニスト、卒業生）
- フアン・ルイス・ゲラ Juan Luis Guerra（メレンゲ歌手、グラミー・アーティスト、国立音楽院卒業生、エリラ・メナ国立初等音楽院のコンサート・ホールで音楽活動を行っている）
- 神谷桂二郎 Keijiro Kamiya（元教授、音楽教育家、エリラ・メナ国立初等音楽院にあるピアノの大部分を寄贈、音楽院のインフラ整備や国際化に貢献[1]）